# Classificació de Francis Thibaudeau
La Classificació tipogràfica de Francis Thibaudeau va ser realitzada pel tipògraf que li dona nom a començament dels anys 1920, i es basa en l'existència o no de serif i en la forma d'aquests quan existeix, així com en la modulació en la lletra o la falta d'ella.
| «               | "La simplicité du tracé original s'orne bientôt d'un trait d'arrêt en tête et en pied des jambages: c'est l'empattement." "La simplicitat de la ruta original abans adornada amb un moviment de la part superior i inferior de les cames: és la distància entre eixos." | » |
| — F. Thibaudeau | |   |

## Biografia
Francis Thibaudeau (1860, Cholet, França - 1925, París, França) fou un tipògraf francès i el creador del primer sistema de classificació taxonòmica, la classificació de Thibaudeau. Realitzà la classificació mentre desenvolupava catàlegs per marques com Renault & Marcou i Reignot & Cie al principi del segle xx. També va treballar a Deberny i Peignot entre 1921-1925.
El seu llibre, La lettre d'Imprimerie (La Carta de l'Oficina d'Impressió), fou imprès a Auriol, un tipus de lletra dissenyada pel seu nom, George Auriol que invita a reflexionar sobre el típic disseny Art Nouveau. En aquest text, que indica clarament el seu propòsit patriòtic: "Que aquesta obra de divulgació […] inspiri interès en la naturalesa de la lletra impresa i després en l'art de la seva utilització i aplicacions, […] per al major benefici de la indústria nacional i el triomf de l'art francès."
Entre les seves publicacions es poden trobar:
1. - Thibaudeau, Francis. La Lettre D'Imprimerie. Paris: Bureau de l'édition, 1921.
2. - Thibaudeau, Francis. Manuel français de typographie moderne. Paris: Bureau de l'édition, 1924.

## Famílies tipogràfiques
Una família tipogràfica és un grup de signes escripturals que comparteixen característiques de disseny comuns, component així una unitat tipogràfica. Els membres d'una família, és a dir, els tipus, tot i assemblar-se entre si, tenen característiques pròpies.

## Mètodes de classificació
Existeixen multitud de famílies tipogràfiques. Algunes d'elles tenen més de 500 anys, altres van aparèixer durant la gran explosió creativa dels segles XIX i XX, altres són fruit dels ordinadors a la impremta i al disseny gràfic digital i altres han estat creades explícitament per a la seva representació a la pantalla. Aquestes últimes són en gran part impulsades pel fenomen web.
Són molts els intents d'aconseguir un sol tipus d'agrupació. Tot i que el criteri base és que les formes tipogràfiques reuneixin certes condicions d'igualtat, els criteris d'agrupació es basen en la data de creació, els seus orígens dins les vertents artístiques per les que foren influenciades o en criteris morfològics.

## Classificació de Thibaudeau (1920-1924)
Tot especialista que proposa una nova classificació tipogràfica té en compte els diferents aspectes de les lletres, no obstant gairebé totes, com per exemple el pioner Thibaudeau, que buscava l'existència o inexistència de serif i en la forma d'aquests quan existeix, així com en la modulació en la lletra o la falta d'ella.
Aquesta classificació es compon de quatre estils fonamentals als que s'anomenen famílies.

## Romana antiga o Elzeviriana
* asta suaument modulada
* serif triangular lleugerament còncava
* Exemples: Bembo, Century, Garamond, Sabon, Times, Weiss.

## Romana moderna o de Didot
* asta uniforme
* serif recte filiforme
* Exemples: Bodoni, Fenice, Normanda, Torino, Walbaum.

## Egípcia
* asta uniforme
* serif filiforme rectangular o quadrada
* Exemples: Beton, Clarendon, Memphis, Rockwell, Stime.

## Pal sec, antiga o grotesca
* asta uniforme
* absència de serif
* Exemples: Avant Garde, Folio, Futura, Gill Sans, Kabel, Univers.
Aquesta família està composta de 2 complementaris i alguns sub-estils.
Els complementaris són els caràcters de l'escriptura i els de la fantasia.
Els sub-estils es refereixen a certes lletres emparentades amb els estils fonamentals.

## Manuscrites
Les lletres imiten la cal·ligrafia manual
* asta sinuosa i modulada imitant el curs de la mà al escriure
* serif de conjunció o enllaç entre lletres
* Exemples: Mistral, Nuptial, Script.

## Gòtiques
* des d'astes trencades o anguloses fins a modulades, contrastades i sinuoses
* serif d'enllaç

## Fantasia
Lletres adornades, o de caràcter experimental apropiades per fer capitulars, retolació, publicitat, etc.
* partint o no de formes clàssiques s'aconsegueixen configuracions que van més enllà d'una definició
* Exemples: Aachen, Revue, Stencil.